# آکیهیرو هینو
آکیهیرو هینو (انگلیسی: Akihiro Hino؛ زادهٔ ۲۰ ژوئیهٔ ۱۹۶۸) کارآفرین، مهندس، فیلم‌نامه‌نویس، اهالی کسب‌وکار، و کارگردان فیلم اهل ژاپن است.